# Przedwojenny chłopak
Przedwojenny chłopak – polski film dokumentalny z 1998 w reżyserii Aliny Czerniakowskiej.
Autorzy dokumentu, w oparciu o biografię poety i aktora Włodzimierza Rzeczyckiego, przedstawiają historię przedwojennej młodzieży polskiej, sytuację społeczną i kulturową, w jakiej przyszło jej wzrastać w Polsce po 120 latach niewoli.